# S-поляризація

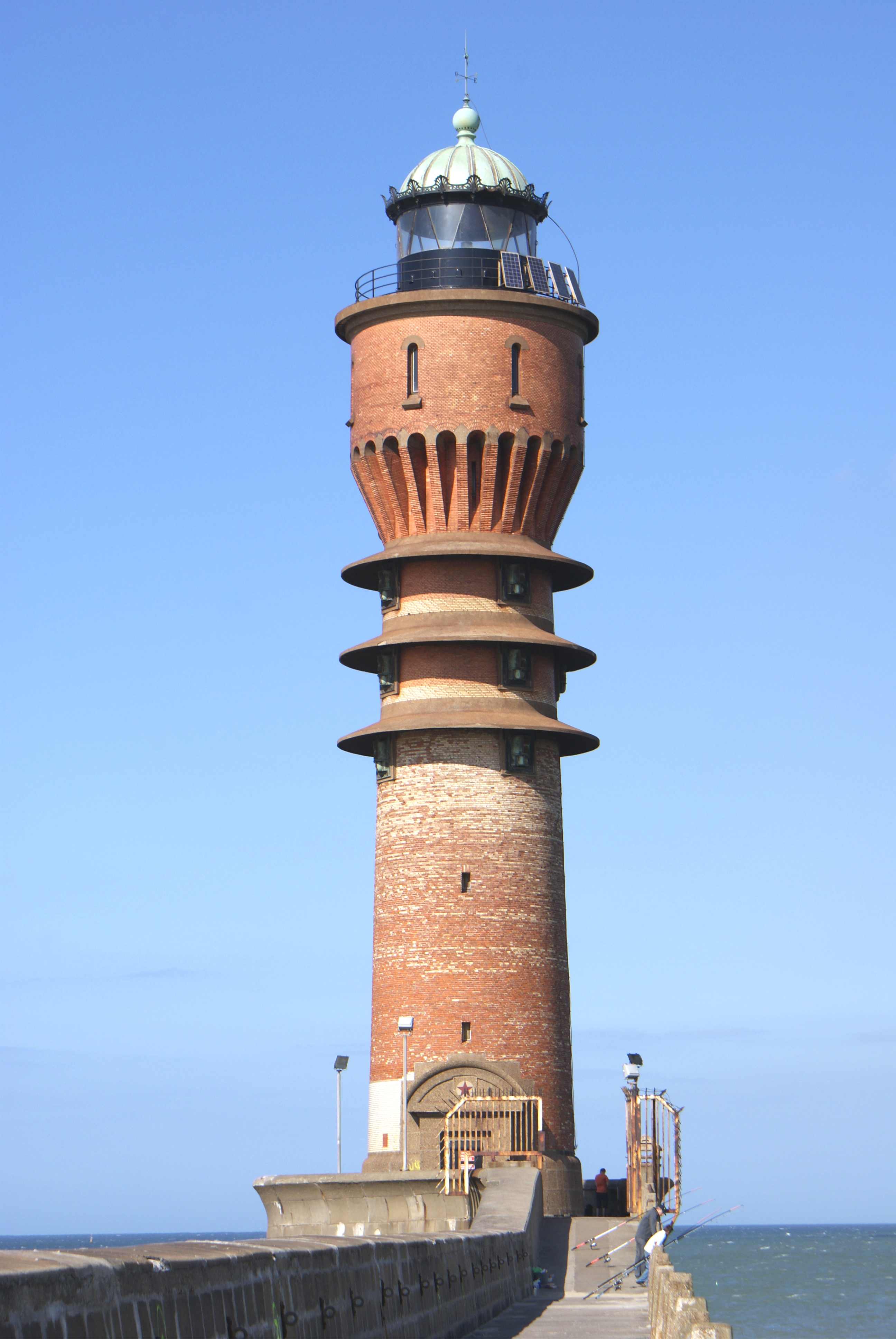
s-поляризація

s-поляризація одна з можливих поляризацій світла, яке падає на плоску границю розділу двох середовищ. Для s-поляризації 
напруженість електричного поля електромагнітної хвилі перпендикулярна до площини падіння.
Інша можлива поляризація називається p-поляризацією. 
При падінні променя на плоску поверхню відбитий і заломлений промені лежать у одній із ним площині, так званій площині падіння. 
Згідно з законами падіння, кут відбиття, тобто кут між нормаллю до поверхні і відбитим променем, дорівнює куту падіння. Обидва кути 
позначені α на рисунку. 
Кут заломлення β визначається за законом Снеліуса.
При нормальному падінні променя світла на поверхню обидві можливі поляризації є s-поляризаціями. 
Якщо промінь світла падає на провідну поверхню, то напруженість електричного поля s-поляризованої хвилі на поверхні дорівнює нулю.  